# RCW 86
RCW 86 es el nombre que recibe según el catálogo RCW una nebulosa gaseosa, el resto remanente de una supernova. Concretamente SNR 315.0-02.3.

## Características
Coordenadas (2000):   
(315,00º, -2,30º)
Temperatura del gas: 30.000.000 °C aproximadamente
Velocidad onda de choque: Entre 10 y 30.000.000 km/h (Entre un 1-3% velocidad de la luz).

## Genética
Es el resto de la primera supernova de la que queda constancia precisa, teniendo en cuenta todas las referencias tomadas por el ser humano de supernovas.
Fue registrada por la astronomía china que la menciona con precisión y exactitud el 7 de diciembre de 185. Citado en el Houhanshu (Historia de los últimos Han). Destacaron que parecía una estrella que antes no estaba y luego desapareció, que solo duró 8 meses. Esta anotación no es casualidad, muestra un aspecto de la desarrollada astronomía china de hace 2.000 años.

## Aspectos de astrofísica
Los estudios que han llevado a nuevos descubrimientos profundizaron a partir del año 2004 aprovechando las nuevas posibilidades que ofrecen avances técnicos y satélites artificiales. Para ello utilizaron el Observatorio de rayos X Chandra, de la NASA y XMM-Newton de la ESA.
Concretamente en 2006, Jacco Vink de la Universidad de Utrecht (Países Bajos) señalaba: “Ha habido anteriores sugerencias de que RCW 86 son los restos de la supernova del 185”.
Astrónomos japoneses, norteamericanos, sudafricanos y el Instituto Astronómico de Utrecht han seguido estudiándolo y parecen confirmar las apreciaciones del equipo neerlandés. La investigación ha utilizado sobre todo el Observatorio de rayos X Chandra, y el Telescopio Very Large Telescope (VLT) del Observatorio Europeo Austral (ESO).
RCW 86 es una fuente de rayos cósmicos en el interior de la Vía Láctea. Al explotar una supernova, una parte de su energía es empleada para acelerar algunas partículas hasta velocidades muy elevadas. Esta energía se gasta a expensas del calentamiento del gas, según señaló E. Helder.